# Rocca Massima
Rocca Massima è un comune italiano di 1 117 abitanti della provincia di Latina nel Lazio. È il paese più alto della provincia di Latina con i suoi 735 m s.l.m. Nel suo territorio più a valle sono comprese alcune contrade(Boschetto, Tinello, Mazzabarile, Colle Gorgone, Colle Santa Oliva, Colle Rosso, Mazzocchia), dove risiedono circa 650 abitanti, praticamente la maggior parte della popolazione.

## Geografia fisica

### Territorio
Rocca Massima è posizionata sull'altura del Monte Massimo, appartenente alla catena dei Monti Lepini. Sono presenti anche le cime Colle Illirio e il Monte Pratiglio.

### Clima
Classificazione climatica: zona E, 2426 GR/G

## Storia

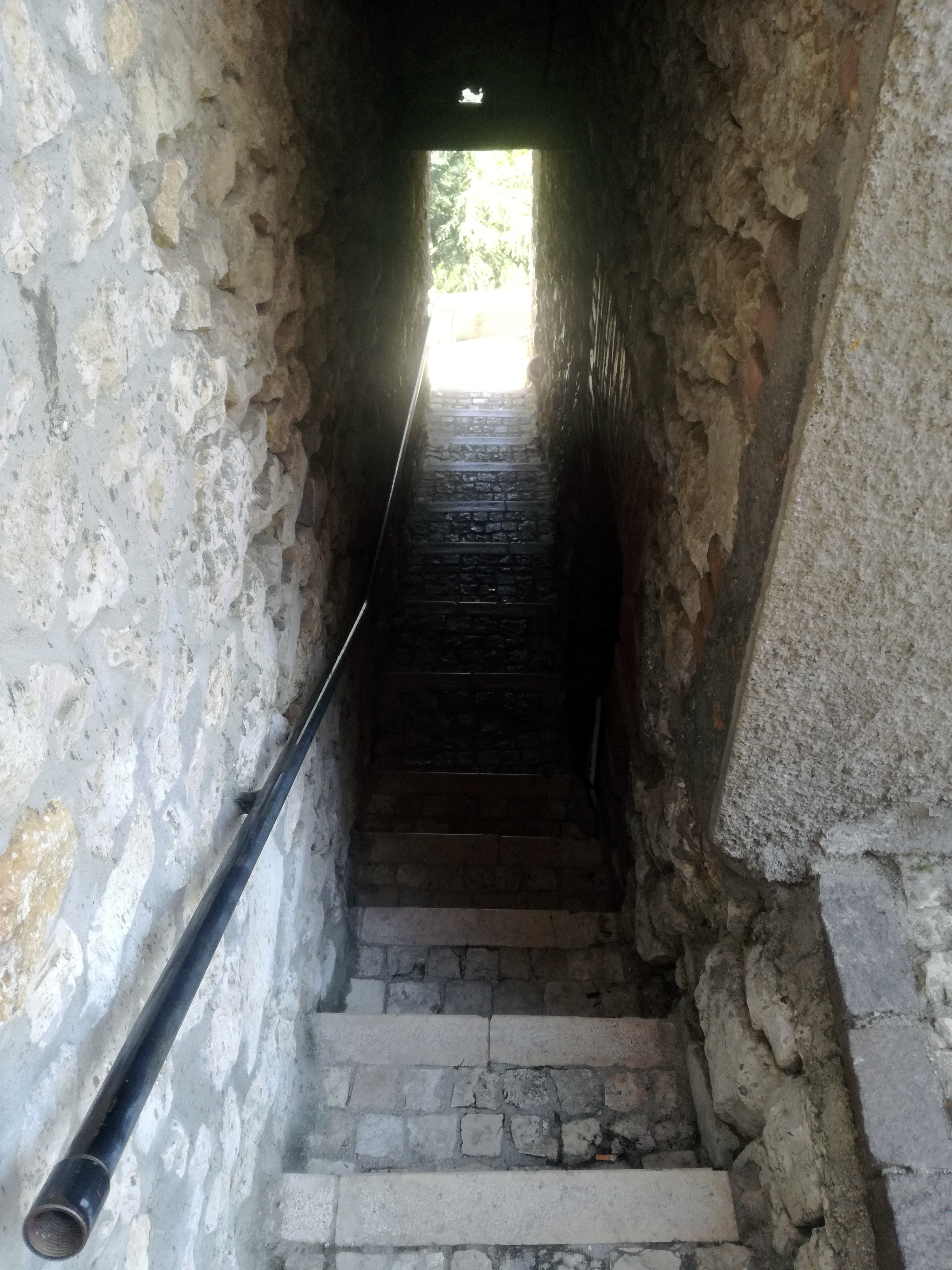
La cosiddetta "postierla", stretta via d'accesso che consente di passare ad una sola persona per volta.

Antonio Nibby identifica in Rocca Massima, sulla base di alcuni passi di Livio, l'antica Arx Carventana, una rocca forte romana occupata nell'anno 247 di Roma dai Volsci durante le guerre latine, riconquistata sotto il consolato di Manio Emilio Mamercino e Gaio Valerio Potito Voluso, successivamente fu ripresa dagli Equi dopo un inutile tentativo di assedio da parte dei romani:
"illa pro certo habenda, in quibus non dissentiunt, ab arce Carventana, cum die nequiquam oppugnata esset[...]".
Non è certo se l'attuale borgo sia da identificarsi o no con l'Arx Carventana citata da Livio, tuttavia resti di mura in opera poligonale e svariati reperti archeologici in località "Lubro", "La Selva" e "Monte S.angelo", sembrerebbero attestare la presenza di un insediamento romano. Il 5 dicembre, 1202 Innocenzo III concede con il Breve “Quia per tuae” a Pietro Annibaldi i territori sul Monte Massimo (territorio facente parte di Giuliano in quell'epoca) “sororio et senescalco suo montem Maximum cum pertinentiis suis” con l'obbligo però di giuramento di fedeltà perpetuo alla Chiesa romana, inoltre, Innocenzo III autorizza Annibaldi a costruirvi una rocca fortificata "munitionem et castrum" data l’importanza strategica del luogo posto a cavallo tra la Valle del Sacco e la Pianura Pontina. Il castello costruito da Annibaldi sul punto più alto del monte, il palazzo, nonostante le varie manomissioni presenta ancora sulla facciata la tecnica edilizia fatta con piccoli parallelepipedi uniti da malta caratteristica dei piccoli centri medievali del Lazio meridionale; al XIII secolo risale la chiesa di S. Michele arcangelo. È quindi con la concessione a Pietro Annibaldi che si attesta la fondazione della Rocca che prende il nome dal monte Massimo su cui si erge. Durante la prima metà del XII sec, a causa dei contrasti tra papato e impero, le proprietà passarono prima ai Malabranca e successivamente ai Perlconi fino al 1260 quando fu venduto dalla vedova di Guido Pierleoni (una tale Donna Oddolina) a Giovanni Conti, la vendita comprendeva il castello di Giuliano, diritti e beni del castello di Montefortino (attuale Artena) e del castello di S.Silvestro; da questo momento Rocca Massima forma un unico feudo con Giuliano sotto la famiglia Conti. Alla fine del XV sec, con il frazionamento delle proprietà della famiglia Conti, Rocca Massima divenne una comunità autonoma con un’organizzazione interna di tipo comunale amministrata da un articolato consiglio con ai vertici il Governatore e due Contestabili nominati dal Duca e da 24 consiglieri scelti tra i capifamiglia. Le spese del territorio erano in parte sostenute da alcune attività a “gestione comunale” come l'osteria, la macelleria e due forni e in parte dalla riscossione delle imposte. Nel XVI sec il feudo di Rocca Massima passò ad Andrea Conti e successivamente a sua figlia Massima dopo la morte; il feudo di Giuliano passò a Giovan Battista Conti, cugino di Andrea, a cui dopo la morte succedette sua figlia Costanza. Nel 1557 durante la guerra tra Filippo II e Papa Paolo IV fu occupata dalle truppe Asburgiche, non vi furono saccheggi o eccidi come invece successe a Segni e Montefortino. Il 5 febbraio 1588 Massima Conti nomina erede del castello di Rocca Massima e di Colleferro il cardinale Antonio Maria Salviati, figlio di Costanza Conti signora di Giuliano. Il testamento, scritto dal notaio Giovanni Fuschi di Rocca Massima, prevedeva il ritorno della proprietà ai figli di Federico Conti, Camillo ed Orazio, una volta morto il Cardinale Salviati, tuttavia i Salviati, dietro un pagamento di 25 000 scudi, riscattarono la proprietà, inoltre il cardinal Salviati essendo figlio di Costanza ereditò anche il Castello di Giuliano anche se le due proprietà non si unificarono e mantennero divisi gli ordinamenti amministrativi. Nel 1784 oltre a vari lavori di manutenzione fu ridotta l'altezza della torre perché pericolante, su consiglio dell’architetto dei Salviati, Francesco Rauz. La fine del XVI secolo segna la fine della signoria di Conti mentre inizia quella dei Salviati che si protrarrà per tutto il XVIII sec, fino a quando il cardinale Gregorio Salviati nomina erede sua nipote Anna Maria moglie di Marcantonio Borghese. A questi succede il loro figlio Camillo Borghese che nel 1808 vendette ai Doria Pamphili Rocca Massima e i suoi beni. Con il decreto imperiale del 2 agosto 1809 Rocca Massima diventa comune sotto il cantone di Cori in provincia di Velletri. Con la caduta di Napoleone e con la conseguente riabilitazione del governo papalino Rocca Massima resta comune e ebbe come frazione Giuliano. Fu aggregata il 1 febbraio 1832 da Gregorio XVI alla provincia di Velletri da lui creata, perdendo però la frazione di Giuliano che passò a Montefortino. Dopo l'unità d'Italia passò alla provincia di Roma e successivamente con Regio Decreto del 18 dicembre 1932 fu annessa alla provincia di Littoria (Latina).

## Monumenti e luoghi d'interesse

### Architetture religiose
- Chiesa di San Michele Arcangelo: La chiesa di S. Michele Arcangelo, costruita verso la fine del XV secolo, insiste su una precedente risalente al XIII secolo costruita durante l’edificazione della rocca. La struttura presenta un'unica navata con soffitto a botte e termina in un'abside orientata verso nord-est dove campeggiano quattro figure di santi protettori: Santa Barbara, S. Biagio, Santa Lucia, S. Sebastiano, affreschi eseguiti dal pittore Mariani di Velletri, risalenti agli inizi del XX sec. La Pala che campeggia l’altare maggiore raffigurante San Michele Arcangelo è una copia dell’originale di Guido Reni, considerata una delle più belle e fedeli copie dell'originale, fu realizzata nel 1869 da un pittore la cui firma posta in basso a sinistra è poco leggibile; oltre alle opere citati sono presenti all’interno della chiesa la tela del Mariani raffigurante S. Isidoro agricoltore, patrono di Madrid e protettore di Rocca Massima e quella del Sacro Cuore di Gesù del 1911. L'abside, secondo studi condotti dalla Dott. Arch. Fabiola Salvaggio nel 2002 ricalca una delle torri, quella più imponente che controllava la via di accesso da Velletri-Giuliano, che costituivano il sistema difensivo e di avvistamento della rocca-forte (inizi del XIII sec.). Nel 1786, durante i lavori di ristrutturazione, grazie al concorso della comunità e alla generosità del Cardinale Gregorio Salviati, vi vennero aperte due finestre ai lati per dare più luce all'interno della chiesa. Dalla fine del XVIII sec. ai nostri giorni seguirono diversi restauri della chiesa. Nel 1960 l’allora parroco Don Angelo Lopes, veliterno ottenne dal Signor Giuseppe Cherubini una generosa offerta per il rifacimento del pavimento e dell’altare maggiore e per il riposizionamento della balaustra. La dedica, dettata da Mons. Lopes, è visibile sotto il gradino della balaustra. Nel 1990 Mons. G. Centra commissiona i lavori di rifacimento del tetto e il restauro della casa canonica con il sostegno del Senatore Nicola Mancino, allora Ministro degli Interni. Nel 1999 si registrano una serie di importanti restauri: restauro delle pitture e degli intonaci interni, promossi dalla Pro Loco, affidati all'Architetto e pittore Wladimiro Di Folco che restaurò l’abside, la volta, le tele di San Michele Arcangelo e di S. Isidoro e la Cappella della Madonna della Pietà; realizzazione della “Bussola” in radica di noce della porta d’ingresso si deve alla Cooperativa di falegnami L’Alveare di Sora, che insieme alle vetrate dell’abside e a quella della finestra sulla facciata principale furono finanziate dal cittadino Renato Tomei. Nello stesso anno fu installato al di sopra della bussola d'entrata un superbo Organo meccanico costruito dalla Ditta organaria Inzoli Cav. Pacifico dei F.lli Bonizzi di Crema, fu inaugurato il 24 ottobre dello stesso anno con un concerto del maestro J.E. Goettsche, organista titolare della Basilica Vaticana in Roma. Da allora questo strumento è divenuto protagonista di una Rassegna organistica internazionale. Musicisti da tutta Europa e dagli Stati Uniti si sono avvicendati in concerto tutti lodando le caratteristiche tecniche dello strumento. Tra i tanti organisti si ricordano: J.E. Goettsche, J. Paradell Solè, G. Kaunzinger, J.E. Ayarra Jarne, A. Corti, A. Macinanti, S. Celeghin, G. Di Rosa, P. Laurenti, M. Ricci, M. Nosetti, G. Parodi, C. Brizi, A. Sutton, I. Kalinovska. Nel 2004 la chiesa è stata arricchita di una monumentale Via Crucis, opera marmorea dello scultore M. Toffetti è composta da più elementi atti a ricalcare le varie “stazioni”, è disposta sui entrambi i lati lunghi della chiesa; fu benedetta il 3 aprile di quell'anno dal Cardinale Sergio Sebastiani. All’interno della chiesa è presente un crocifisso ligneo del XVIII secolo che faceva coppia con altro del XVII sec. scomparso per incuria circa 30 anni fa quando, prestato ad un comitato di feste patronali di Artena, non fu mai restituito né si poté dimostrarne la proprietà per mancanza di documenti. La piazzetta antistante la chiesa parrocchiale è intitolata a Mons. Angelo Fabiani (1868-1938), sacerdote, scienziato e musicista a cui la Pro Loco, dedicò la targa di bronzo che decora la facciata della chiesa (1998). La gradinata della piazzetta fu realizzata nel 2000 dalla Pro Loco in onore del Presidente del Senato Nicola Mancino, allo stesso tempo Rocca Massima gli conferì la cittadinanza onoraria grazie alla sua quarantennale frequentazione del paese nella casa antistante la chiesa parrocchiale[11].[12]

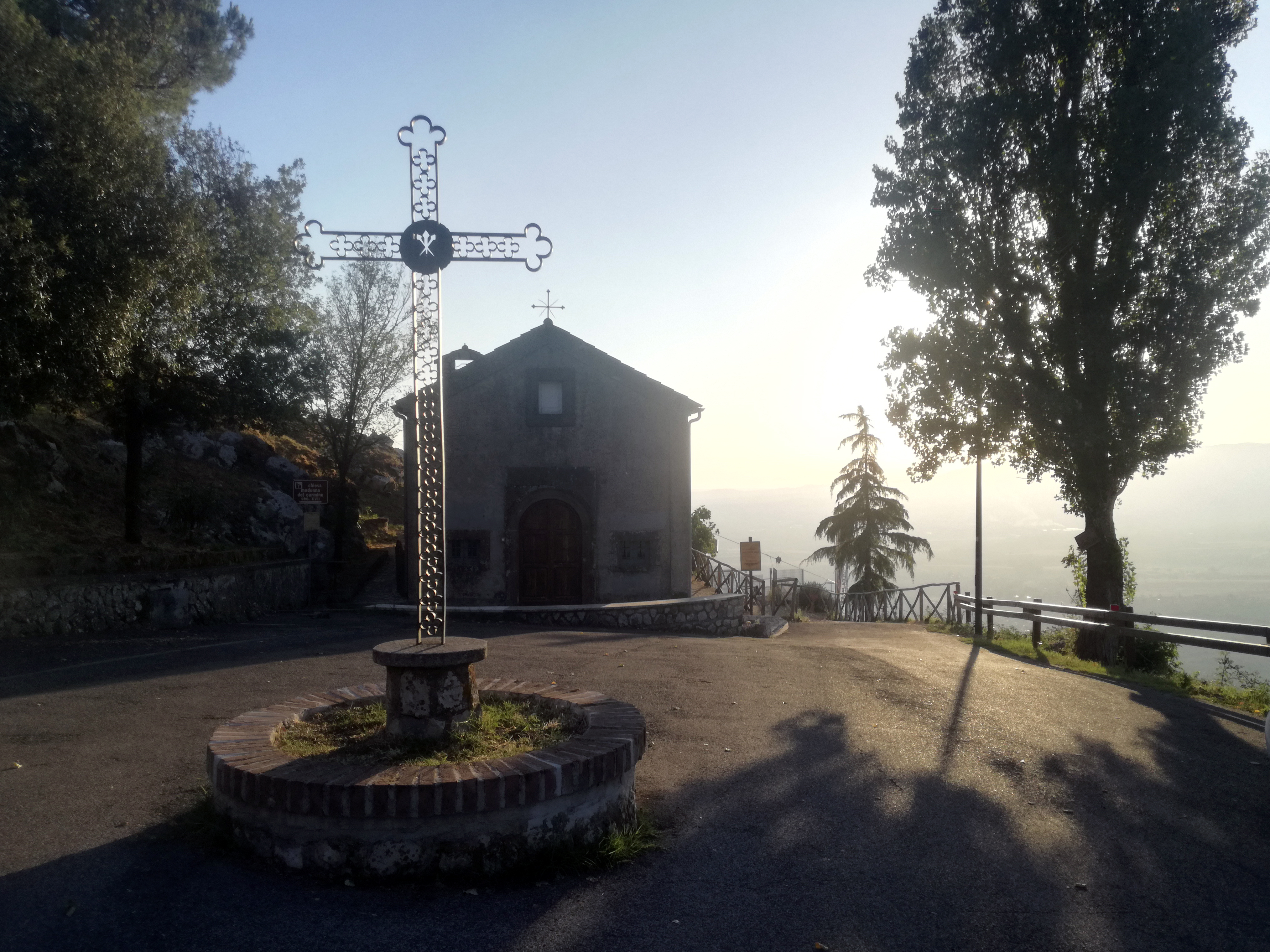
Chiesa della Madonna del Carmine con croce antestante

- Chiesetta del Carmine (Secolo XVII) la chiesa, di piccole dimensioni, viene edificata intorno al 1606, poco fuori le mura urbiche, la struttura presenta una sola navata, con un solo altare e una cantoria rialzata in corrispondenza dell'abside. La cura della chiesa era affidata alla confraternita del Carmine. Nella parte destra era murata un'urna cineraria romana usata come fonte battesimale[13], se ne perse traccia dopo i restauri del 1991. Attualmente la chiesa viene usata sporadicamente; a pochi passi dell'edificio è stata impiantata la nota attrazione turistica Flying in The Sky.
  - Chiesa di S. Rocco e convento: La chiesa, già esistente e sita fuori le mura urbiche, fu affidata nel 1505 alla confraternita di S. Rocco fondata nello stesso anno. La chiesa ebbe grande importanza per il culto cittadino e per il pellegrinaggio, ciò si deve principalmente alla natura del santo, S Rocco infatti è il protettore degli appestati, il quale fu molto venerato durante le pestilenze del XV e XVI secolo, tanto che i Papi Giulio II, Leone X, Adriano VI e Clemente VII concessero 1 000 anni di indulgenza ciascuno a chi si fosse recato a pregare nella chiesa nei giorni in cui ricorrevano S. Antonio abate, il lunedì di Pasqua, San Rocco, la ricorrenza del giorno della consacrazione della chiesa, il giorno di S. Stefano e tutte le domeniche dell'anno. La struttura è absidata e presenta una sola navata; nel XVI secolo, grazie alla benevolenza dei signori del luogo, l'altare vantava ben 7 altari, tre sui lati lunghi più quello centrale sul lato corto, vennero successivamente ridotti a 4 e infine a uno dopo i lavori per la costruzione del cimitero (prima metà XX). Il convento che si trova a ridosso della chiesa fu fatto costruire nel 1588 da Massima Conti e affidato due anni dopo ai padri dottrinali di S. Agata di Roma affinché contribuissero all'insegnamento della dottrina cristiana nel paese, inoltre Massima Conti per la sussistenza della confraternita dispose un usufrutto di 2 000 scudi. La confraternita rimase nel convento fino alla soppressione degli ordini religiosi voluta da Napoleone. Successivamente, nel 1817, la proprietà passò alla curia dei vescovi di Velletri per volontà di papa Pio VII. Il convento era strutturato su 3 livelli: seminterrato con cisterna, stalla e cantina; piano terra con vari uffici, un chiostro e un pozzo; primo piano con alloggi dei confratelli e refettorio. Oggi purtroppo la struttura del convento presenta uno stato di totale abbandono.[14]
- Chiesa di San Giuseppe (località Boschetto)

### Architetture civili

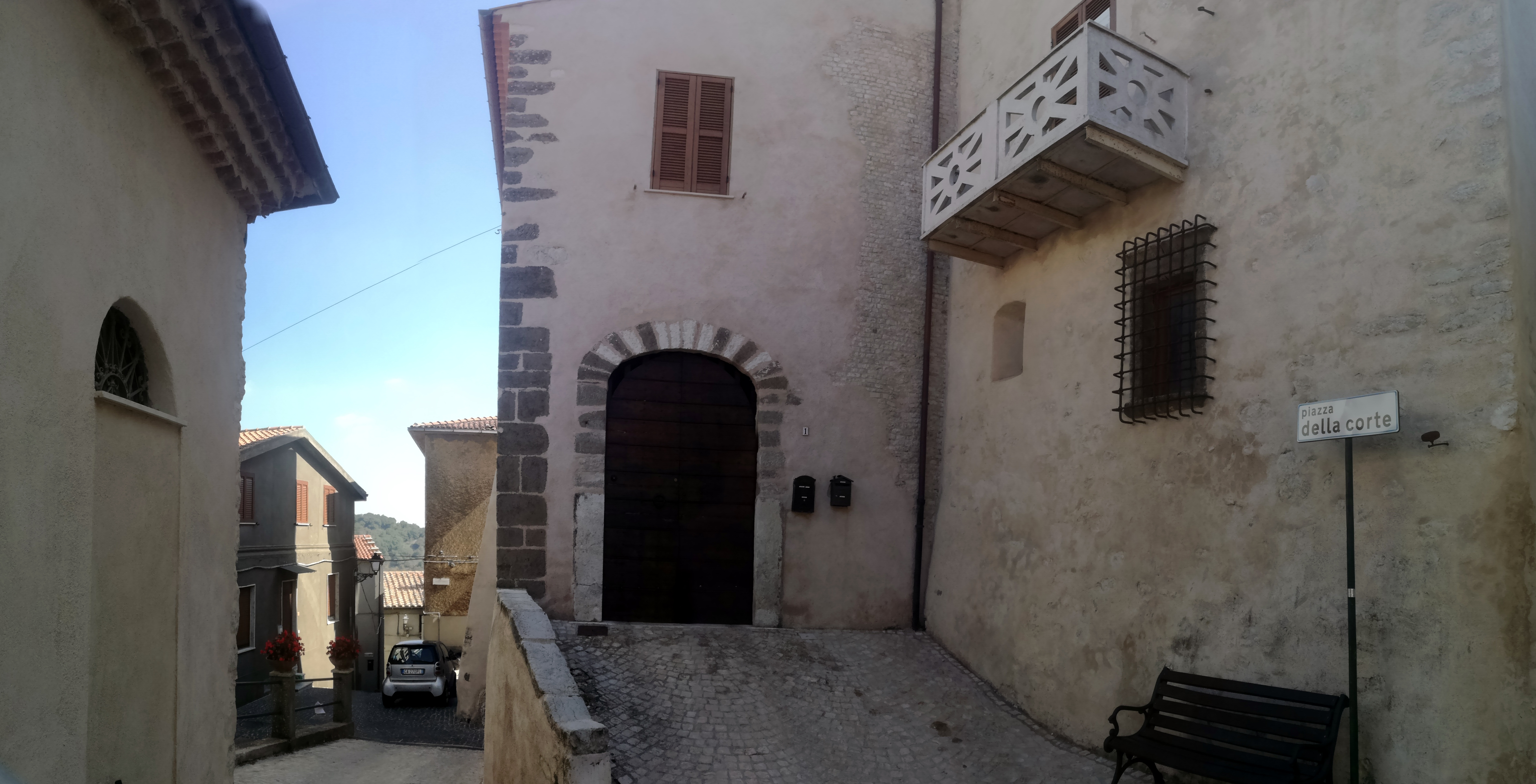
Palazzo del principe, noto in loco anche come "Castello".

- Palazzo del Principe: costruito probabilmente dallo stesso Annibaldi durante l'edificazione della rocca, ha subito varie modifiche nel corso del tempo, nella facciata è ancora riscontrabile l'antica tecnica edilizia fatta da conci parallelepipedi in pietra uniti da malta caratteristici dei centri medievali del Lazio. Il palazzo era composto da pian terreno, dove si trovava la stalla, le carceri, la sala del consiglio, la dispensa e una cisterna per la raccolta dell'acqua piovana, primo piano con gli ambienti residenziali e secondo piano utilizzato come soffitta. In epoca contemporanea il palazzo fu venduto ai privati e diviso in vari appartamenti[15].

### Aree naturali
- Parco della Memoria: nel 2000 viene realizzato il progetto del Parco della Memoria da parte della Pro Loco in collaborazione con l'amministrazione. Accessibile tramite un sentiero dalla via che porta a Segni o dalla strada di Cori; il parco viene realizzato con la partecipazione delle famiglie che piantano un albero come augurio per i nuovi nati o come ricordo per i defunti. La gestione e la manutenzione è curati dai cittadini in accordo con Pro Loco e Amministrazione. Durante l'estate si svolgono all'interno del parco vari eventi tra cui una serata dedicata alla lettura di poesie, Memorial Marco Del Ferraro, osservazione delle stelle durante la notte di S. Lorenzo e varie attività in base al programma stilato ogni anno per gli eventi dell'"Estate Rocchigiana".

### Altro

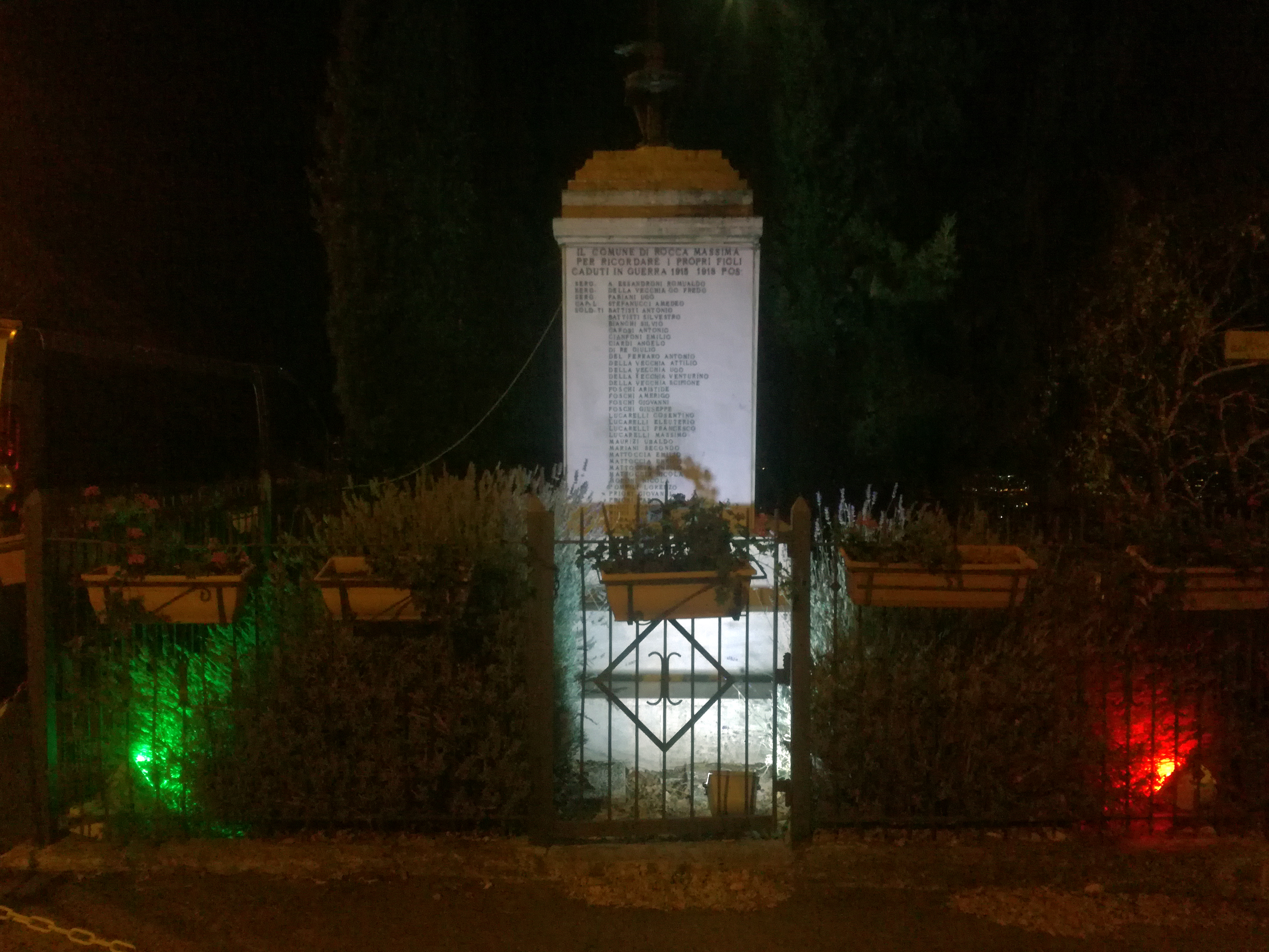
Monumento ai caduti della prima guerra mondiale.

- Monumento dei Caduti

## Società

### Evoluzione demografica
Abitanti censiti

### Etnie e minoranze straniere
Al 1 gennaio 2024 risultavano residenti 97 stranieri e rappresentavano il 9% della popolazione totale. Le maggiori nazionalità rappresentate erano:
1. Romania 56;
2. Bangladesh 11;
3. Polonia 7.

### Tradizioni e folclore
- S.Isidoro terza domenica di maggio
- Ottavario di S. Isidoro sabato successivo alla festa con processione notturna
- Maria Santissima della Pietà ultima domenica di maggio
- Ottavario di Maria Santissima della Pietà con processione notturna
- Festa in onore di S. Antonio in località Boschetto - frazione di Rocca Massima -
- Festa in onore del patrono, San Michele Arcangelo, a settembre

## Cultura

### Istruzione

#### Ricerca
Dal 2015 Rocca Massima è stato il primo comune ad essere certificato con la dicitura "I cieli più belli d'Italia" da Astronomitaly.

### Media

#### Stampa
- Mensile Lo Sperone, edito dall'Associazione culturale Centra.

### Eventi
- Rassegna organistica internazionale. La rassegna si svolge all'interno della chiesa parrocchiale di San Michele Arcangelo, dotata di un organo meccanico di oltre millecento canne.

## Geografia antropica
Il comune è formato da due nuclei abitati: Rocca Massima e la frazione del Boschetto. Quest’ultima è situata a valle, sulla strada per Giulianello. Nella località del Boschetto e nelle campagne limitrofe risiede la maggioranza della popolazione rocchiggiana.

## Economia
L'economia si basa principalmente sull'agricoltura e sull'allevamento; particolarmente sulla coltivazione delle piante d'ulivo e sulla produzione dell'olio d'oliva. Buono è il turismo nel centro storico nei mesi estivi.

## Infrastrutture e trasporti

### Strade
- Via provinciale per Giulianello;
- Via provinciale per Cori;
- Via provinciale per Segni.

### Mobilità urbana
Rocca Massima è collegata a Velletri dagli autobus del Cotral e a Cori dalle circolari della ditta Caliciotti.

## Amministrazione

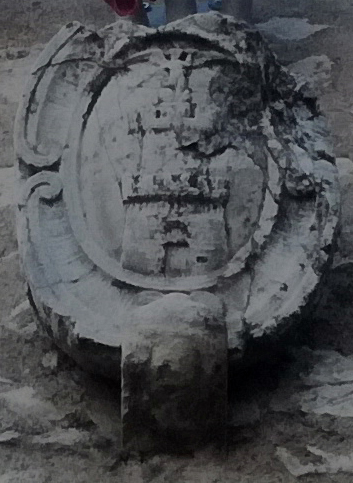
Rilievo dello stemma comunale, nella parte superiore di Porta Doria.

Nel 1934 passa dalla provincia di Roma alla nuova provincia di Littoria, costituita dal governo fascista dell'epoca.
| Periodo          | Periodo          | Primo cittadino      | Partito      | Carica  | Note |
| ---------------- | ---------------- | -------------------- | ------------ | ------- | ---- |
| 1980             | 13 luglio 1985   | Dino Pallocca        | PSI          | Sindaco |      |
| 13 luglio 1985   | 3 luglio 1990    | Dino Pallocca        | PSI          | Sindaco |      |
| 3 luglio 1990    | 30 dicembre 1992 | Carlo Cioeta         | DC           | Sindaco |      |
| 30 dicembre 1992 | 26 aprile 1994   | Raniero Paoletti     | DC           | Sindaco |      |
| 26 aprile 1994   | 23 aprile 1995   | Paolo Mariani        | DC           | Sindaco |      |
| 23 aprile 1995   | 13 giugno 1999   | Paolo Mariani        | PPI          | Sindaco |      |
| 13 giugno 1999   | 12 giugno 2004   | Marcello Del Ferraro | DS           | Sindaco |      |
| 12 giugno 2004   | 7 giugno 2009    | Angelo Tomei         | lista civica | Sindaco |      |
| 7 giugno 2009    | 26 maggio 2014   | Angelo Tomei         | lista civica | Sindaco |      |
| 26 maggio 2014   | 27 maggio 2019   | Angelo Tomei         | lista civica | Sindaco |      |
| 27 maggio 2019   | 9 giugno 2024    | Mario Lucarelli      | lista civica | Sindaco |      |
| 9 giugno 2024    | in carica        | Mario Lucarelli      | lista civica | Sindaco |      |

### Gemellaggi
- San Mauro Castelverde[18]

### Altre informazioni amministrative
- Fa parte della comunità montana dei Monti Lepini Ausoni.

## Sport

### Calcio a cinque
Il paese è rappresentato dall'Atletico Roccamassima che ha sempre disputato tornei di carattere dilettantistico.

### Impianti sportivi
Nel 2014 è stata inaugurata la zip line nota come Flying in the Sky o volo dell'angelo. Il cavo d'acciaio della zip line è lungo 2225 m e consente di lanciarsi nel vuoto ad una velocità di oltre 120 km/h, fino a un picco massimo di 160 km/h; con un dislivello massimo di 350 m.